# Villa Augusta (Niederlößnitz)
Die Villa Augusta liegt in der Bodelschwinghstraße 2 im Stadtteil Niederlößnitz der sächsischen Stadt Radebeul. Sie wurde um 1895 errichtet. Die gleichnamige Villa in der Niederlößnitzer Dr.-Rudolf-Friedrichs-Straße 13 findet sich unter dem Alternativnamen Villa Bohemia.

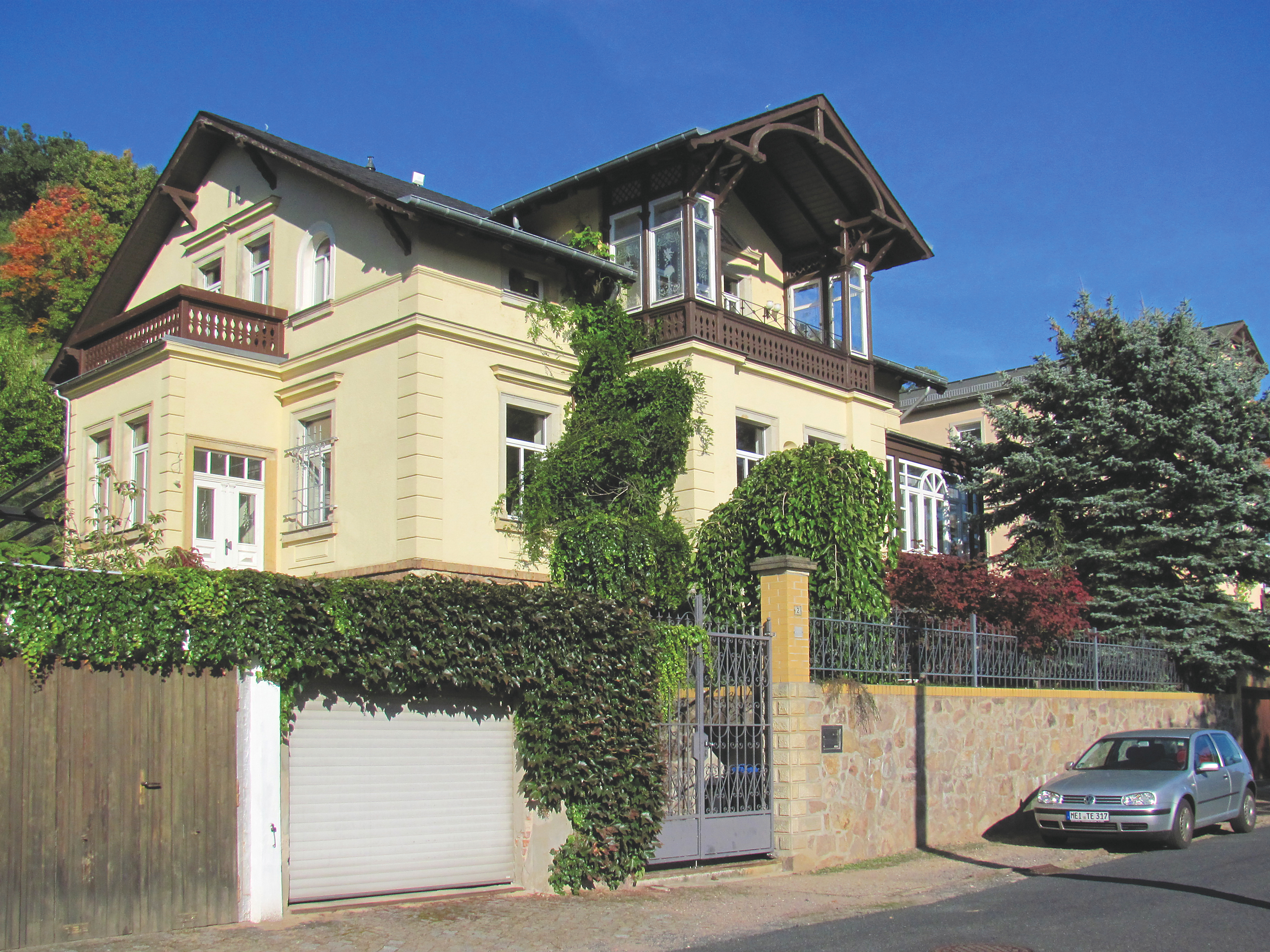
Villa Augusta

## Beschreibung

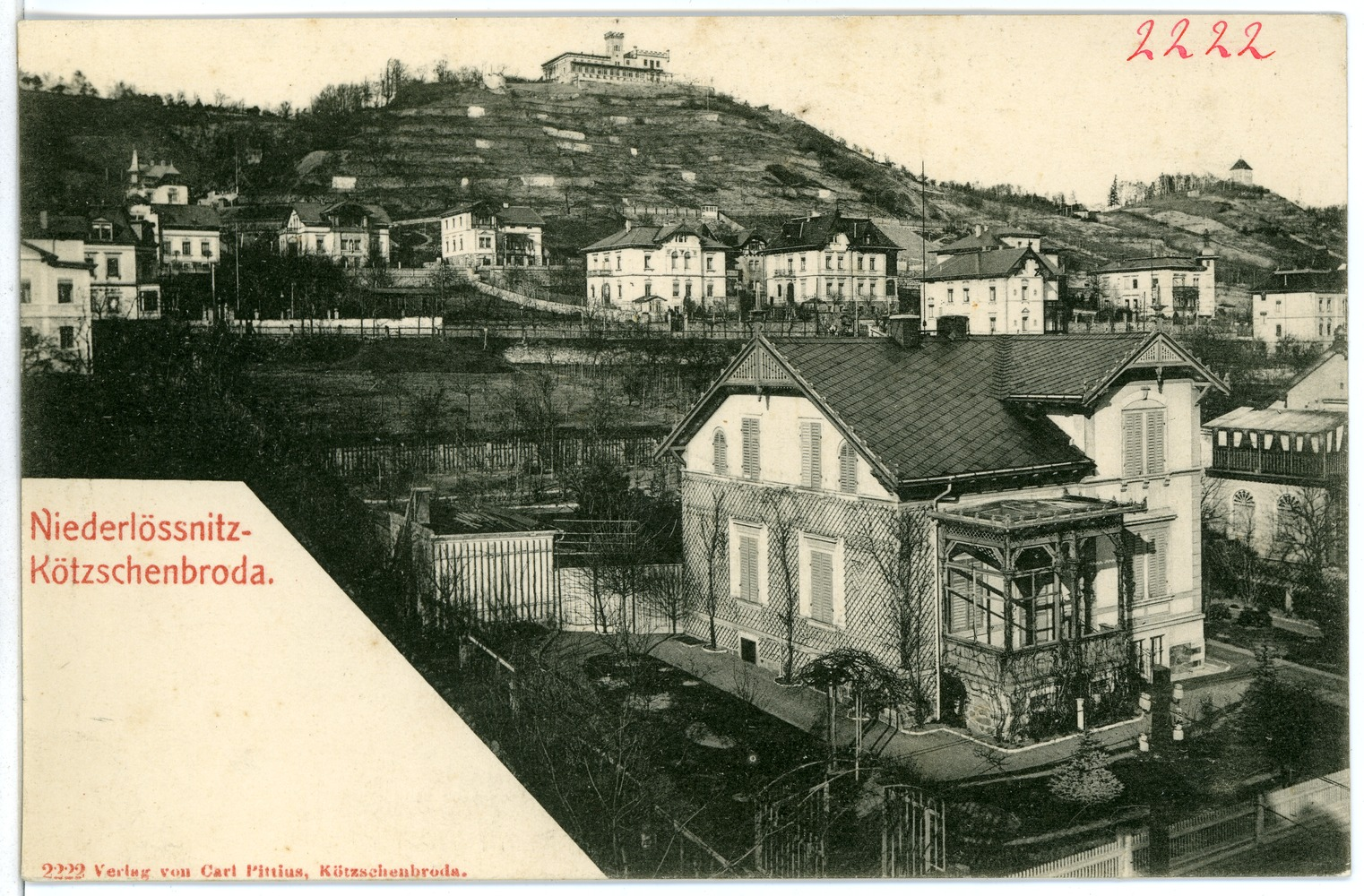
Villa Augusta, 1901, in noch lückenhafter Villenbebauung

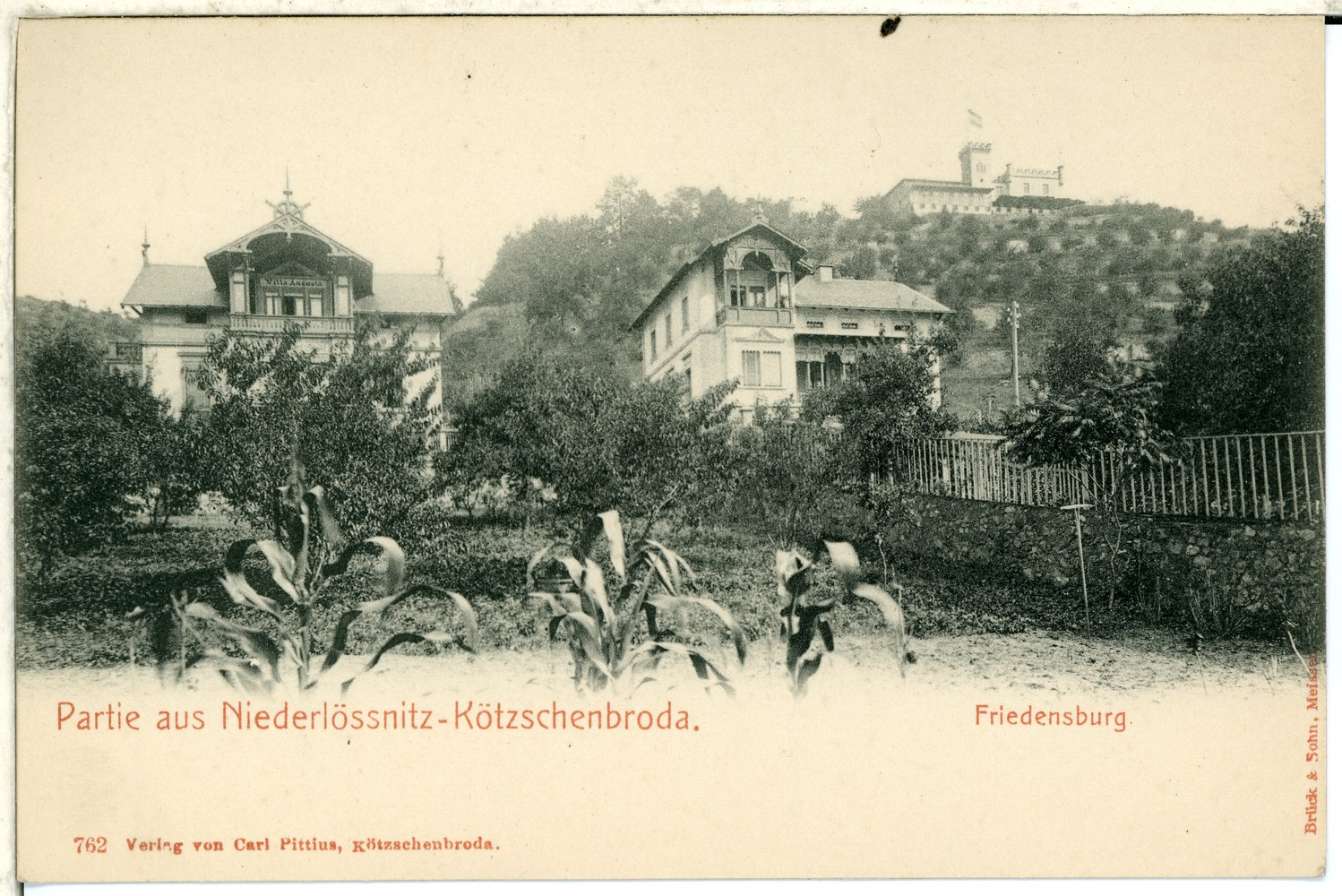
Villa Augusta, 1898

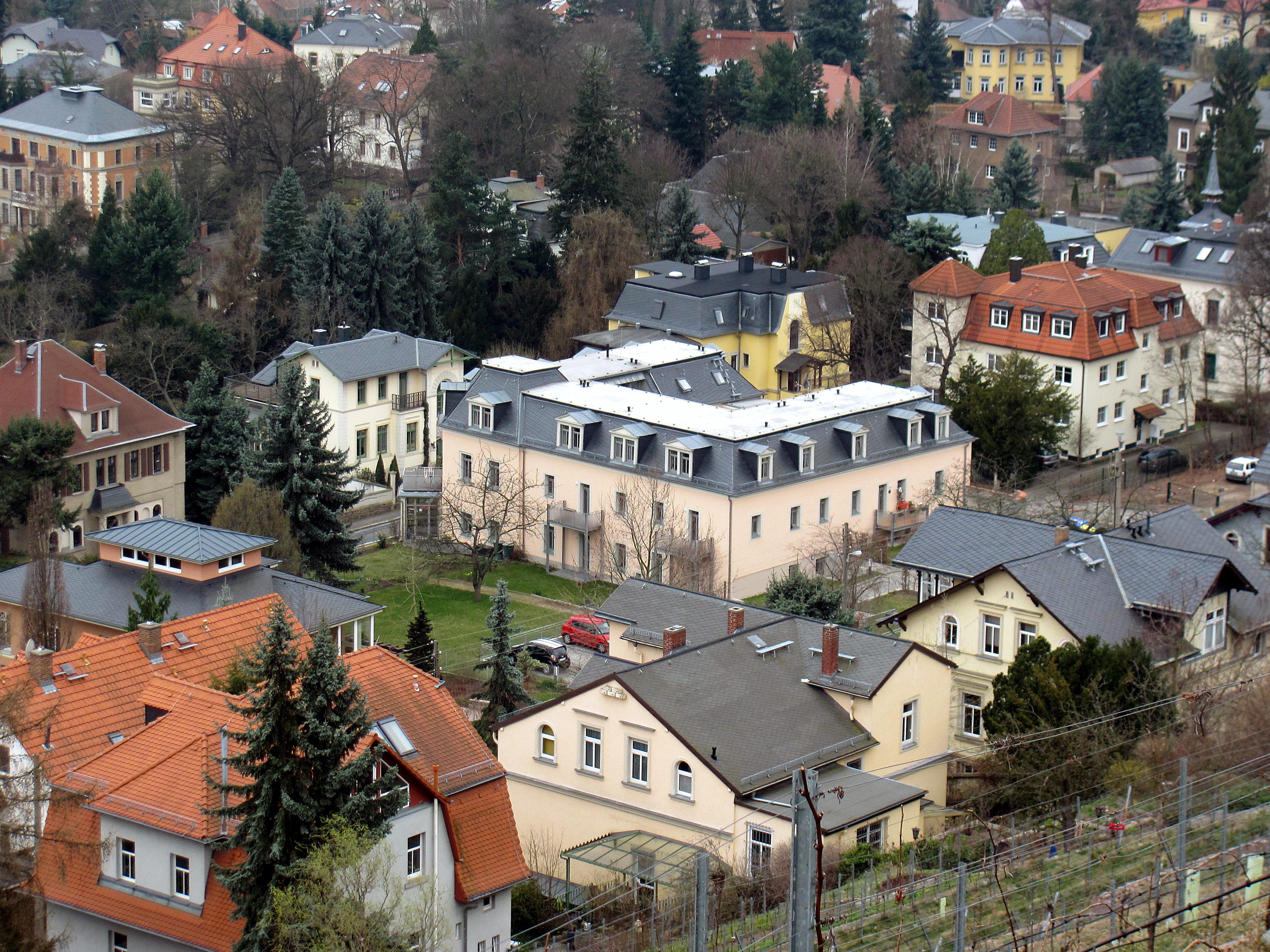
Blick von der Friedensburg auf das ehemalige Badhotel; rechts unten davon die Villa Augusta

Die mit ihrer Stützmauer und dem Eingangstor unter Denkmalschutz stehende Villa ist ein eingeschossiges Wohnhaus in einer Hanglage des Denkmalschutzgebiets Historische Weinberglandschaft Radebeul. Die Villa hat ein hohes Souterraingeschoss, einen Drempel mit kleinen, liegenden Rechteckfenstern und ein traufständiges Satteldach, in dem auf der Gebäuderückseite, nach Norden hin, eine neue große Gaube eingesetzt wurde.
In der vierachsigen Straßenansicht steht ein zweiachsiger, gebäudehoher Mittelrisalit, dessen Obergeschoss durch einen überdachten Austritt in Form einer Veranda „mit [einem] Gesprengegiebel in aufwendiger Zimmererarbeit und großen farbig hinterlegten Ätzglasscheiben“ gebildet wird. Rechts neben dem Risalit steht eine eingeschossige Veranda.
Die Fassadengliederung erfolgt durch Putzbänder und Lisenen. Die durch Sandsteingewände eingefassten Fenster werden teilweise durch gerade Verdachungen bekrönt.
Die Einfriedung erfolgt durch eine hohe Bruchsteinmauer, auf der sich ein niedriger Lanzettzaun befindet. Auf der linken Grundstücksseite befindet sich ein zweiflügeliges Eisentor zwischen hohen Pfeilern mit Abdeckplatten. Dieses führt direkt auf einen Eingangsvorbau vor der linken Seitenansicht zu.